# Буккий
Буккий (Букки; др.-евр. בֻּקִּי‬; «опустошение»; сокр. от בוקיהו‬) — библейский ветхозаветный персонаж, сын Авишуя (Абишуи) и потомок Аарона (1Пар. 6:5), предок Ездры (Езд. 7:4). Предположительно, был первосвященником, как и его отец Авишуй, — оба Аарониды.

Сыновья Аарона: Надав, Авиуд, Елеазар и Ифамар. Елеазар родил Финееса, Финеес родил Авишуя; Авишуй родил Буккия, Буккий родил Озию…— 1Пар. 6:3—5

…в царствование Артаксеркса, царя Персидского, Ездра, сын Сераии, сын Азарии, сын Хелкии, сын Шаллума, сын Садока, сын Ахитува, сын Амарии, сын Азарии, сын Марайофа, сын Захарии, сын Уззия, сын Буккия, сын Авишуя, сын Финееса, сын Елеазара, сын Аарона первосвященника, — сей Ездра вышел из Вавилона.— Езд. 7:1—6
Другой ветхозаветный Буккий (Букки) — сын Иоглия (Иогли; «отведённый в ссылку») и глава (князь) Данова колена; один из десяти, назначенных в помощь Иисусу Навину и первосвященнику Елеазару при разделе земли Обетованной (западной части древней Палестины) при Моисее (Чис. 34:22).